# Seleção Sul-Coreana de Handebol Feminino
A Seleção Sul-Coreana de Handebol Feminino é uma equipe asiática composta pelas melhores jogadoras de handebol da Coreia do Sul. A equipe é mantida pela Federação Sul-Coreana de Handebol. A equipe já foi bicampeã olímpica e campeã mundial, e ganhou por 13 vezes o campeonato continental.

## Títulos
- Jogos Olímpicos (2): 1988 e 1992
- Campeonato Mundial (1): 1995
- Campeonato Asiático (13): 1987, 1989, 1991, 1993, 1995, 1997, 1999, 2000, 2006, 2008, 2012 , 2015 e 2017
- Jogos Asiáticos (6): 1990, 1994, 1998, 2002, 2006 e 2014